# Вишеньки (Новгород-Сіверський район)
Ви́шеньки — село в Україні,у Коропській селищній громаді Новгород-Сіверського району  Чернігівської області. Населення становить 506 осіб. До 2016 центр Вишеньківської сільської ради. Від  2016 орган місцевого самоврядування — Коропська селищна рада. Село розташоване на правому березі річки Десна. Відстань до центру громади становить близько 13 км і проходить автошляхом Т 2516.
У Вишеньках розташована Успенська церква 1728-87 рр., споруджена на кошти Петра Румянцева-Задунайського у формах класицизму, та палац російської імператриці Катерини II, збудований на замовлення Петра Румянцева-Задунайського (див. Палац Рум'янцева-Задунайського).
За 4 км на схід від села розташоване заплавне озеро Оріхове.

## Символіка
На гербі на синьому тлі (річка Десна) зображена вишня з 3 парами (старостинському округу підпорядковується ще 3 села) вишень, що символізує назву (герб є промовистим). З гілля висунута рука в обладунках яка тримає булаву. Це є відображенням багатої історії селаю яке належало гетьманам Івану Самойловичу, Івану Мазепі, Павлу Полуботку. Хрущ, зображений ліворуч від вишні є відсилкою до одного з найзнаменитіших творів української літератури - Садок вишневий коло хати Т.Г. Шевченка. Цей максимально український образ (хрущі над вишнями гудуть) символізує графа Петра Румянцева-Задунайського і палац побудований ним, які справді є витвором архітектурного мистецтва державного значення. Крім того це символізує, що хоча граф і був росіянином і був поставлений на найвищу посаду в тогочасній Україні, з наказом позбутися усього українського, в підсумку він сам українізувався і навіть згадується в історії як проукраїнська персоналія.

## Історія
Існує згадка про село Вишеньки в листі києво-печерського архимандрита Іннокентія Гізеля до московського царя від березня 1669 року в якому повідомляється про дарування села Києво-Печерській Лаврі власницею Афанасією Юдицькою.
Пізніше село належало гетьманам Івану Самойловичу, Івану Мазепі, Павлу Полуботку. У 1767 році село придбав граф Петро Румянцев-Задунайський, президент Малоросійської колегії та генерал-губернатор Лівобережної України.
1 серпня 1770 року, після більш ніж трьох місяців подорожі, група з близько 60 гуттеритів дійшла З під Бухаресту у Волощині до Вишенки. Тут до гуттеритів приєдналися ще декілька гуттеритів, що втекли з габсбурзьких земель, а також кілька менонітів, загалом - 55 осіб.
Коли граф Петро Румянцев помер у 1796 році, двоє його синів намагалися понизити статус гуттеритів з вільних селян (Freibauern) до кріпаків (Leibeigene). Гуттерити звернулись до російського царя Павла I, який дозволив їм переселитися на царські землі в Радичеві, десь за 12 км від Вишеньків, де вони мали б такий самий привілейований статус, як німецькі колоністи-меноніти з Пруссії.
Рум'янцев мав достатньо коштів, щоб замовляти проекти і будувати садиби в опікуваній ним Україні. Крім садиби Вишеньки, тільки поблизу містечка Короп його коштом збудовано палац в Качанівці (зруйнований, нині існуючий побудований пізніше і за іншим проектом), садибу в Тішані, садиби Черешеньки (господарський дім, канцелярія, птахівник, кухня, казарма для вояків, павільйон Китайська альтанка — всі зруйновані)
Катерина II відвідала палац 24 січня 1787 року (старий стиль), коли поверталася з Криму.
Син граф Рум'янцева продав садибу у 1809 році Судієнку, але передумав. Аби розірвати невигідну для себе купчу, зруйнував частину садиби. В такому стані вона і збереглася до 20 століття. У 19 столітті Вишеньки, разом з палацом, перейшли у власність князів Долгоруких.
Зі слів місцевих жителів, у давні часи від палацу через Десну на луки було перекинуто міст, дві чавунні колони якого збереглися до наших днів.
7 (20) листопада 1917 року, відповідно до Третього Універсалу Української Центральної Ради, увійшло до складу Української Народної Республіки.  
За часів СРСР садиба використовується як психіатрична лікарня, з 1991 року — як санаторій. Частина парку забудована приміщеннями санаторію.
12 червня 2020 року, відповідно до розпорядження Кабінету Міністрів України № 730-р «Про визначення адміністративних центрів та затвердження територій територіальних громад Чернігівської області», увійшло до складу Коропської селищної громади.
19 липня 2020 року, в результаті адміністративно-територіальної реформи та ліквідації Коропського району, увійшло до складу Новгород-Сіверського району Чернігівської області.

## Садиба

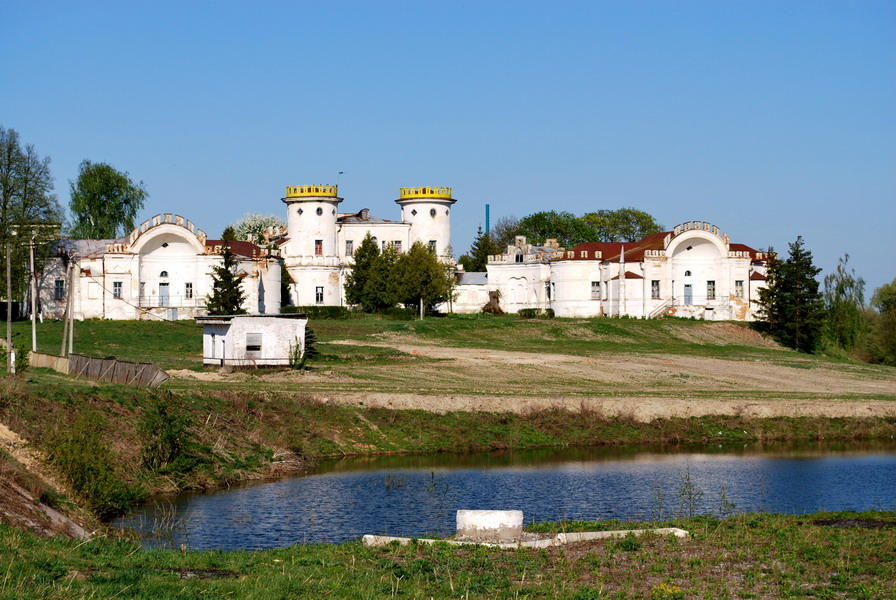
Сучасна панорама палацу Румянцева-Задунайського

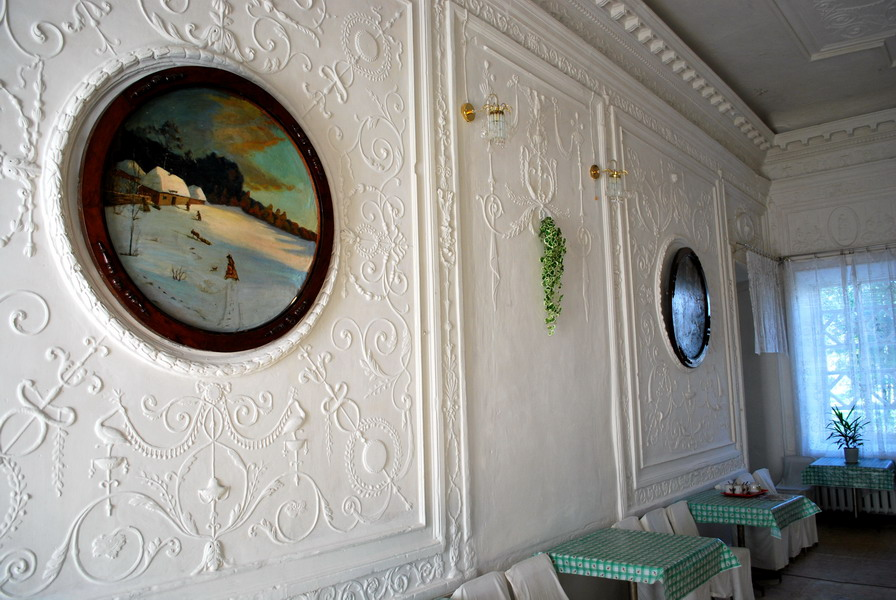
Сучасний інтер'єр палацу Румянцева-Задунайського

### Геніальний проект невідомого архітектора
Автора проекту встановити не вдалося, але все доводить про руку надзвичайно талановитого майстра. За припущеннями, ним міг бути Баженов Василь Іванович або француз на російській службі Легран, віртуозні майстри класицизму, що пройшли виучку в Парижі.
Будівництво в садибі йшло під керівництвом місцевого архітектора М. Мосципанова, який проходив стажування в Москві при майстерні Баженова. Це слугує ще одним доказом, що замову від графа міг отримати саме Баженов.

### Господський будинок-палац Рум'янцева

Палац в Вишеньках, поземний план і аналіз побудови.

Будівництву передували міцні підмурки, де облаштували сховища для вина і печі. Палац мав обігрів гарячим повітрям від печей, розташованих в погребах.
Господарський дім (палац) вибудовано до 1787 року на пагорбі біля річки Десна. За поземним планом нагадує російську літеру Е, ймовірно, натяк на ім'я імператриці Катерини (рос. Екатерина).
Віртуозними і складними були як план будівлі, так і її форми, які відносять до романтичної течії в стилістиці класицизму з повною відмовою від колон, портиків, фронтонів і використанням фантазійних, псевдоготичних і східних форм.
Заокруглені одноповерхові галереї обмежують парадний двір (курдонер), де височать дві великі круглі вежі головного корпусу. Екзотичний план і зовнішні форми палацу в Вишеньках роблять його унікальним явищем в садибній архітектурі кінця 18 століття, збережених донині. Первісний вигляд садиби зафіксувала акварель художника О. Кунавіна.
Будівлі з цегли, потиньковані, вікна — прямокутні, круглі, стрільчаті, ромбоподібні. Фасади прикрашені нішами, надзвичайно вигадливими за окресленням і глибиною. Пізніші перепланування незначні і близькі до первісних — 1787 року.
Винятковість архітектури палацу добре відчувають кіномитці. Саме в садибі Вишеньки відбувались зйомки кінострічки Ю. Г. Іллєнка «Молитва за гетьмана Мазепу».
Кажуть також, що на березі річки стоїть половина палацу. Другу половину, яка належала Кирилу Розумовському — останньому гетьману України (1750—1764 роки правління), після сварки Катерини та Розумовського розібрали та перенесли в с. Райгородок, де у 1820 р. з неї побудували Преображенську церкву.

## Успенська церква

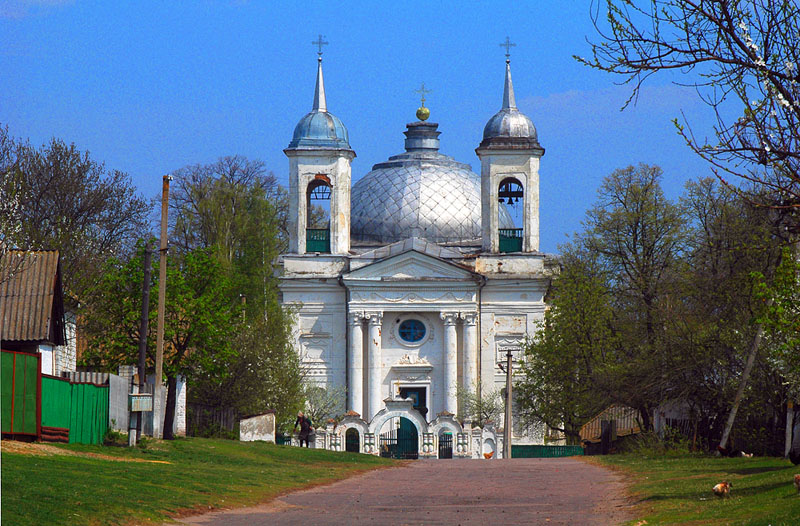
Успенська церква

Екзотичні форми господарської садиби контрастують з типовими рисами садибної церкви в стилістиці класицизму. Лише провінційне втілення знижує урочистий, святковий характер її архітектурного вбрання: бічних портиків на шість колон, овальних вікон другого ярусу, ліплення гірлянд, Ока Бога тощо. Інтер'єр храму зального типу без внутрішніх стовпів і з хорами. Відомо, що володар садиби Петро Рум'янцев-Задунайський отримав плани садибних церков від петербурзького архітектора Юрія Фельтена, що прислужився і самій імператриці Катерині ІІ. Фельтен вже мав досвід створення невеликих церков в столиці та її околицях. В садибі Вишеньки Фельтен не був. На будівництві в садибах Вишеньки та в сусідніх Черешеньках працювали місцеві майстри — Мосципанов М. К. та Котляревський Д. Г. Максим Климович Мосципанов пройшов виучку в школі Василя Баженова в Москві, тому навчився працювати зі складними планами, свідоцтво чого — побудова палацу Рум'янцева-Задунайського зі складним, майже зарозумілим планом в Вишеньках. Порівняння поземних планів церкви Св. Катерини в Санкт-Петербурзі і Успенської в садибі Вишеньки доводить ідентичність художньої манери Юрія Фельтена. Деталі і спрощення плану могли бути внесені місцевими будівничими.

Вірменська ц-ва Св. Катерини, Санкт-Петербург, поземний план.
Успенська ц-ва садиби Вишеньки, поземний план.

Успенську церкву в Вишеньках вибудували в 1782–1787 роках. За часів незалежності України храм повернуто місцевій парафії. Але українська держава на початок 21 століття практично повністю відсторонилася від нагляду за станом і збереженням пам'ятки 1780-х років в селищі, а церква навіть не була внесена до видання «Памятники градостроительства и архітектуры Украинской ССР» 1983—1986 років.
Успенська церква (Вишеньки) належить до найкращих зразків двовежних садибних храмів 18 століття в Україні.

## Цікаві факти
Навесні 1990 у Вишеньках увечері на березі Десни композитор і артист Микола Збарадський на вірші Надії Галковської створив музику пісні «Я козачка твоя»

## Особистості

### Поховані
- Хурдепа Сергій Анатолійович (07.01.1993 - 06.09.2015), молодший сержант 72 ОМБр, учасник російсько-української війни